# Vina Bovy
Vina Bovy, de nom real Malvina Johanna Pauline Félicité Bovi Van Overberge (Gant, Bèlgica, 22 de maig de 1900 - ibidem, 16 de maig de 1983) fou una soprano operística belga, nacionalitzada francesa el 1942.

## Biografia i carrera
Fou filla de Prosper Bovy i Caroline Van Overberge. Va estudiar al Conservatori de Gant amb el professor Willemot. Va aparèixer per primer cop a un escenari als di-set anys, en el paper d'Argentine de l'òpera còmica Les deux billets de Ferdinand Poise. El seu debut al Théâtre Reial de la Monnaie va tenir lloc el 4 d'octubre de 1920 fent la Marguerite del Faust de Charles Gounod. Més tard va cantar al mateix teatre la Dorabella de Così fan tutte de Mozart, Micaela de Carmen de Bizet, Sophie de Werther de Massenet, Parassia en La fira de Sorótxintsi de Modest Mússorgski i la Princesa Aurore en Winternachtsdroom (el somni d'una nit d'hivern) d'August De Boeck, estrenada en francès sota el títol de Le Songe d'une nuit d'hiver.
Després del seu pas pel teatre de la Monnaie va acceptar compromisos arreu de França i Bèlgica, que la van conduir al seu debut a l'Opéra-Comique de París el 9 de març de 1925 fent el paper principal de Manon de Massenet. De seguida va esdevenir una de les sopranos capdavanteres de la capital francesa, cantant obres com ara Lakmé de Léo Delibes, Mimì en La bohème de Puccini, Mireille de Charles Gounod, Rosina en El barber de Sevilla de Rossini, el tres papers de soprano de Les Contes d'Hoffmann, de Jacques Offenbach, Leila en Les Pêcheurs de perles de Bizet, Alexina en Le Roi malgré lui d'Emmanuel Chabrier i Violetta en La traviata de Verdi. Va estrenar el paper de Myriem en La nuit embaumée d'Henri Hirschmann. Vina Bovy va aparèixer amb el cantant basc Luis Mariano en Don Pasquale de Donizetti el 1944.
Al Gran Teatre del Liceu de Barcelona va actuar en un seguit d'òperes, el novembre i desembre de l'any 1927: Manon, La traviata, La bohème i Carmen. En aquesta última representació va fer el seu debut al Liceu la famosa mezzosoprano Giuseppina Zinetti i va cantar el paper de Don José el tenor espanyol Miguel Fleta. La veu de Bovy no era pas desconeguda per al públic català, ja que el 18 de març de 1927 Ràdio Catalana havia retransmès des del Teatre Olympia de París l'òpera Manon de Massenet, amb ella i el tenor francès André Burdino, qui l'acompanyaria durant la gira del Liceu a finals de 1927 i amb qui va estar casada. Després de divorciar-se de Burdino, Bovy va contreure matrimoni cap al any 1930 amb el noble italià capità Norberto Fischer, passant a residir a la vil·la Cyrnos, pel nom grec de Còrsega, de la Costa Blava (a Cap Martin, entre Menton i Montecarlo), que havia estat propietat de l'Emperadriu Eugènia de Montijo, de qui Norberto Fischer havia estat el seu secretari particular. Després de casar-se, Vina Bovy es va retirar durant cinc anys dels escenaris, dedicant-se a cuidar el seu fill Umberto. Norberto Fischer moriria l'any 1950.
El gran director italià Arturo Toscanini li va oferir cantar el repertori italià a La Scala de Milà, però Vina va preferir fer el seu debut en italià al Teatro Colón de Buenos Aires. Tanmateix, no va arribar mai a debutar a La Scala. La seva carrera internacional la va dur al Teatro Colón, al Liceu, al Teatro Real de Madrid, a l'Òpera de Montecarlo i al Teatro dell'Opera di Roma. A l'Òpera de París va cantar de 1935 a 1947, incloent-hi els papers de Gilda de Rigoletto de Verdi, Juliette en Roméo et Juliette de Gounod, Lucia di Lammermoor de Donizetti, Marguerite de Faust de Gounod, Thaïs de Massenet i la Princesa Shemakhan de El gall d'or de Nikolai Rimski-Kórsakov. Va cantar també la Simfonia núm. 9 de Beethoven sota la direcció de Toscanini en 1938 a Nova York, durant un període (1936–1938) al qual va actuar al Metropolitan Opera, on va debutar amb La traviata el 24 de desembre de 1936. D'aquelles interpretacions se va editar en CD una emissió del 23 de gener de 1937 de Les Contes d'Hoffmann d'Offenbach, amb Bovy fent els papers de soprano de l'obra. Hi ha un altre enregistrament amb la veu de Bovy, cantant la Jiuliette l'any 1948 a l'Opéra-Comique de París. En la dècada del 1930 va enregistrar extractes de La traviata i de Rigoletto, amb Georges Thill.
Bovy va interpretar el paper de Séraphine en la pel·lícula de 1943 Le Capitaine Fracasse d'Abel Gance (basada en una obra de Théophile Gautier), a la qual Bovy actua i canta.
Bovy va dirigir l'Òpera Koninklijke de Gant de 1947–55, on va cantar el paper principal de L'aiglon d'Arthur Honegger i Jacques Ibert, i Katiusha en Risurrezione de Franco Alfano.
Bovy va estar dotada d'una perfecta veu de coloratura, ben preparada i amb un so típicament francès.
El febrer de 1942 li va ser concedida la nacionalitat francesa.